# Selena Gomezová

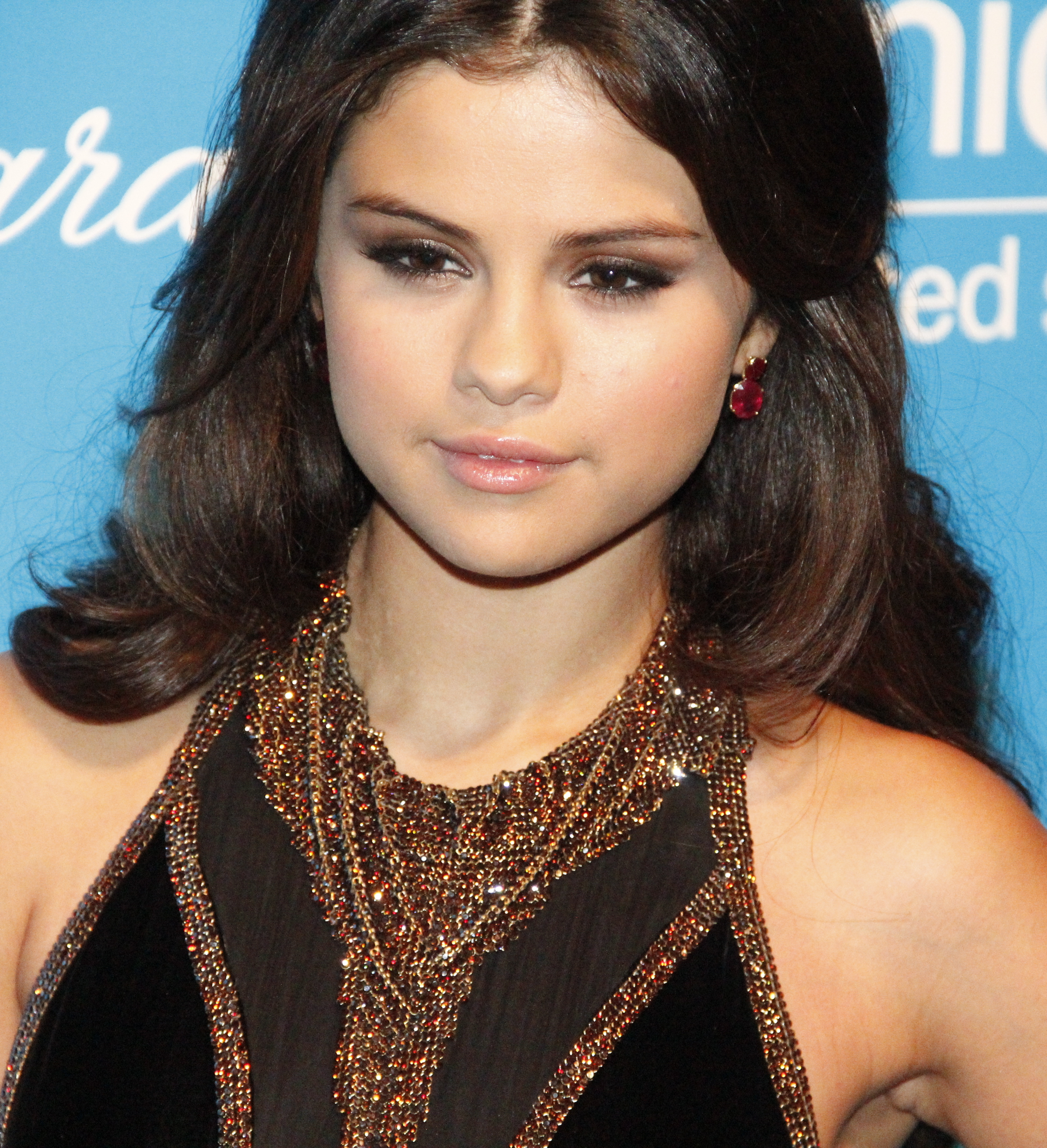
Selena Gomez na UNICEF Snowflake Ball 2012 v New York City.

Selena Marie Gomezová (nepřechýleně Gomez, * 22. července 1992, Grand Prairie, Texas, USA) je americká zpěvačka, skladatelka, herečka a módní návrhářka. Svou hereckou kariéru začala v dětském televizním pořadu Barney a přátelé (2002–2004). Během dospívání se proslavila rolí čarodějky Alex Russo ve fantasy seriálu Kouzelníci z Waverly (2007–2012) stanice Disney Channel.
Vedle své televizní kariéry účinkovala ve filmech A zase jedna Popelka (2008), Program na ochranu princezen (2009), Kouzelníci z Waverly –⁠ Film (2009), Ramona a Beezus (2010), Monte Carlo (2011), Spring Breakers (2012), Závod s časem (2013), The Fundamentals of Caring (2016), Mrtví neumírají (2019) a Deštivý den v New Yorku (2019). Dabovala postavu Mavis ve filmové sérii Hotel Transylvánie (2012–2022) a působila také jako vedoucí producentka dramatického seriálu Proč? 13x proto (2017–2020) společnosti Netflix a Living Undocumented (2019) prostřednictvím své produkční společnosti July Moonhead Productions. Je také vedoucí producentkou a hraje v pořadu o vaření Selena vaří s šéfkuchaři (2020–dosud) společnosti HBO Max a mysteriózním komediálním seriálu Jen vraždy v budově (2021–dosud) společnosti Hulu, za nějž obdržela nominaci na Critics' Choice Television Awards za nejlepší herečku v komediálním seriálu.
Se svou kapelou The Scene vydala celkem tři studiová alba –⁠ Kiss & Tell (2009), A Year Without Rain (2010) a When the Sun Goes Down (2011), která se všechna umístila v top 10 americké hitparády Billboard 200. V roce 2013 přešla na svou sólo dráhu a vydala alba Stars Dance (2013), Revival (2015) a Rare (2020), přičemž každé debutovalo na vrcholu žebříčku Billboard 200. Zveřejnila také album ve španělském jazyce Revelación (2021), za něž obdržela nominaci na cenu Grammy. Řada jejích singlů se umístila v první desítce amerického žebříčku Billboard Hot 100, včetně „Come & Get It“, „The Heart Wants What It Wants“, „Good for You“, „Same Old Love“, „Hands to Myself“, „We Don't Talk Anymore“, „It Ain't Me“ a „Lose You to Love Me“, který se později stal jejím singlem, který se v tomto žebříčku umístil na prvním místě.
Dle časopisu Billboard v roce 2017 Selena prodala dohromady přes sedm milionů alb a 22 milionů singlů celosvětově. Získala mnoho ocenění a časopisem Billboard byla označena ženou roku 2017. Časopis Time ji v roce 2020 zařadil na seznam 100 nejvlivnějších lidí světa. Je nejsledovanější hudebnicí a herečkou na sociální síti Instagram. Spolupracovala s mnoha charitativními organizacemi a od 17 let sloužila jako ambasadorka UNICEF.

## Životopis
Narodila se ve městě Grand Prairie ve státě Texas, bývalé divadelní herečce Amandě „Mandy“ Teefey (rozené Cornett) a Richardovi Joelovi Gomezovi. Její otec je mexického původu a její matka má italské kořeny. Její rodiče se rozvedli, když jí bylo pět let. Selena má sestru jménem Gracie. V roce 2006 se její matka vdala za Briana Teefeyho. Byla pojmenována po texasko-mexické zpěvačce Seleně, která zemřela tři roky poté, co se Selena narodila. V rozhovoru s časopisem People v roce 2009, uvedla, že její zájem o herectví se začal projevovat v době, kdy sledovala svoji matku při zkouškách a hraní v divadle. V roce 2010, při natáčení filmu Monte Carlo, úspěšně odmaturovala.
Selena byla několik let ve vztahu se zpěvákem Justinem Bieberem – po rozchodu v roce 2012 se ještě krátce setkávali, ale na začátku roku 2016 opakovaně potvrdila médiím, že jejich vztah je u konce. Komplikovaný vztah se zpěvákem ale výrazně ovlivnil její hudební tvorbu a otiskl se do jejích dalších sólových alb.
Roku 2014 oznámila, že již několik let bojuje se závažnou chorobou – lupus – v důsledku čehož byla nucena omezit své pracovní aktivity. Jedná se o autoimunitní onemocnění, při kterém imunitní systém člověka napadá vlastní pojivovou tkáň a dochází k poškození orgánů, jako např. kůže, kloubů, ledvin aj. Typické je pro toto onemocnění střídání období remisí a opětovného vzplanutí. Lupus je nevyléčitelný, ale kvalitní léčba umožňuje vysokému procentu nemocných vést plnohodnotný život. V roce 2017 kvůli nemoci podstoupila transplantaci ledviny.

## Kariéra

### 1999–2008: Začátek kariéry
Svoji hereckou kariéru zahájila ve svých deseti letech, když mezi lety 2002 a 2004 hrála malou Giannu v dětském pohádkovém seriálu Barney a přátelé. Tam se také potkala s blízkou kamarádkou a budoucí zpěvačkou Demi Lovato. Později dostala malou roli ve filmu Spy Kids 3-D: Game Over, v TV filmu Walker, Texas Ranger: Falešné obvinění a hlavní roli v seriálu Brain Zapped.

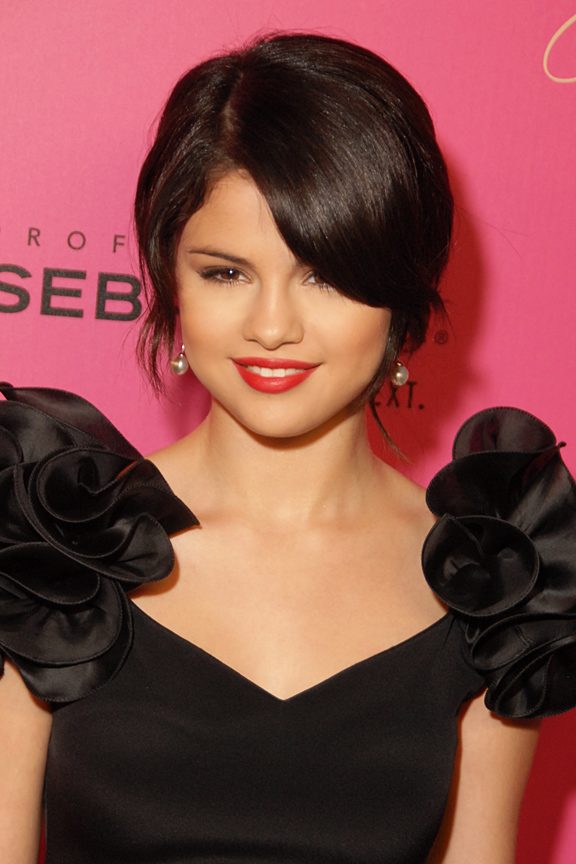
Gomez ve studiu seriálu Kouzelníci z Waverly v roce 2007

V roce 2004 byla objevena na hromadném castingu v USA televizí Disney Channel. Získala role ve dvou pilotních snímcích, které byly spin-offy pro dva již vysílané Disney seriály. První z nich se jmenoval What's Stevie Thinking? (spin-off seriálu Lizzie McGuire), zde hrála Stevie Sanchez, Mirandinu malou sestřičku. Druhým snímkem byl Arwin! (spin-off seriálu Sladký život Zacka a Codyho), kde ztvárnila Alexu. Ani jeden ze seriálů však nebyl přijat a zůstalo pouze u pilotních snímků. Později se objevila jako hostující hvězda v seriálu Sladký život Zacka a Codyho a měla hostující vystoupení – které se později změnilo na opakující se roli – v seriálu Hannah Montana, od druhé až do třetí série.
Přelom její kariéry přišel na začátku roku 2007, kdy byla obsazena do nového seriálu studia Disney Kouzelníci z Waverly jako jedna ze tří hlavních postav – sarkastická čarodějka Alex Russo. Premiéru seriálu sledovalo 5,9 milionů diváků a seriál se ihned stal hitem. Selena začala být v médiích označována jako nová Miley Cyrusová. Ona sama k tomu řekla: „Je to svým způsobem zvláštní, ale myslím si, že to je kompliment. Ona je opravdu úspěšná a myslím, že je i výborná herečka... takže být srovnávána právě s ní je pro mě polichocení.“
Selena vydala čtyři skladby, z nichž jedna byla ze soundtracku seriálu Kouzelníci z Waverly, z kterého byl vydán pouze hit „Magic“. V roce 2008 nazpívala píseň „Cruella de Vil“ pro CD DisneyMania 6. Také nahrála píseň „Fly to Your Heart“ k filmu Zvonilka, který měl premiéru v roce 2008. V červenci 2008, krátce před svými šestnáctými narozeninami, podepsala nahrávací smlouvu se společností Hollywood Records, jejímž vlastníkem je Disney. V květnu téhož roku společně s kapelou Forever the Sickest Kids nazpívala duet „Whoa Oh!“. Ještě téhož roku se objevila ve filmu A zase jedna Popelka!. V pokračování filmu z roku 2004 hrála společně s Hilary Duff a Drewem Seelayem. Také dostala malou roli starostovy dcery ve filmu Horton, který měl premiéru tentýž rok v březnu. V dubnu ji Lacey Rose z Forbes zařadila na páté místo ve svém žebříčku „osmi nejlepších dětských umělců“; a popsala ji jako „multi-talentovanou teenagerku“.

### 2009–2011: The Scene
V roce 2009 založila popovou kapelu Selena Gomez & the Scene. Jejich společné debutové album Kiss & Tell vyšlo 29. září 2009 u Hollywood Records a v březnu 2010 bylo album oceněno jako zlaté. V červenci byl pak platinově oceněn singl z alba s názvem „Naturally“. V únoru roku 2009 získala roli Beezus v komedii Ramona a Beezus, filmové adaptaci knihy od Beverly Cleary. Selena řekla, že necítí žádný tlak při přijímání dospělejších rolí: „Jsem si plně vědoma, kolik dětí je v mém publiku. Vlastně i já jsem stále ještě dítě. Nemyslím si, že mě mé publikum nepřijme v dospělých rolích.“ V tu dobu začala randit s hercem Taylorem Lautnerem, kterého potkala při natáčení filmu Ramona a Beezus ve Vancouveru, kde Lautner natáčel film podle světoznámé knižní ságy Stmívání – Nový měsíc. Tlak medií byl však příliš velký, a tak se spolu po několika měsících rozešli.
V červenci 2009 se objevila jako hostující hvězda v seriálu Disney Channel Sonny ve velkém světě v epizodě Souboj hvězd, kde si zahrála po boku své nejlepší kamarádky Demi Lovato, která v seriálu hrála hlavní roli. V témže měsíci se společně s Demi Lovato objevila v novém disneyovském filmu Program na ochranu princezen. Film v televizi sledovalo přes 8,5 milionů diváků a stal se v té době třetím nejsledovanějším filmem Disney Channelu. O měsíc později se společně s herci ze seriálu Kouzelníci z Waverly objevila v televizní trilogii v cross-over epizodách seriálů Hannah Montana a Sladký život na moři, nazvanou jako Kouzelníci na moři s Hannah Montanou.

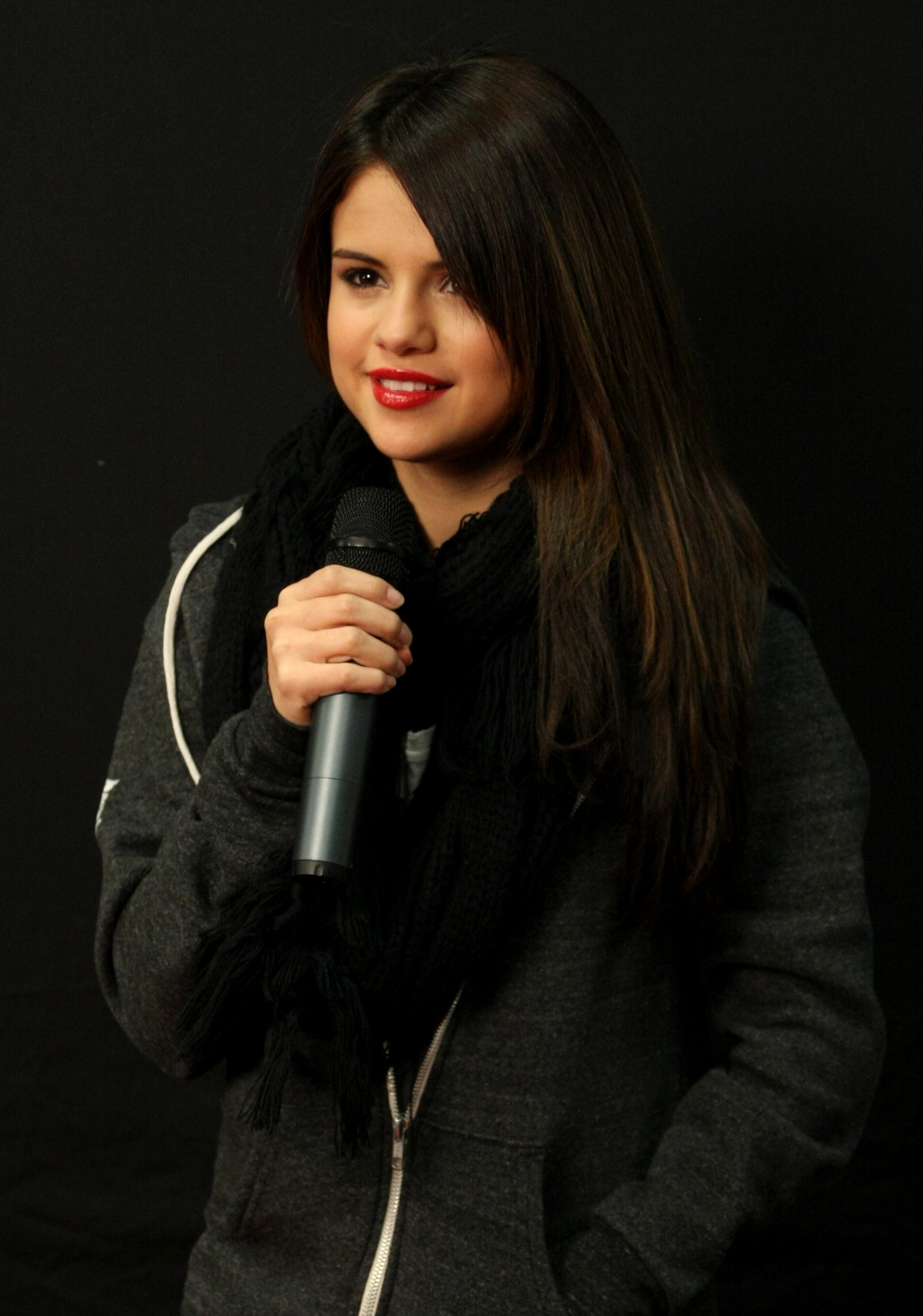
Gomez na KISS 108 Jingle Ball v prosinci 2010

Dva měsíce poté, co si zahrála ve filmu Program na ochranu princezen, se objevila ve filmu Kouzelníci z Waverly: Film, založeného na stejnojmenném seriálu. V době jeho premiéry ho sledovalo před 11,4 milionů diváků a se stal televizní jedničkou na Disney Channel v roce 2009 a také druhým nejsledovanějším filmem hned po Muzikálu ze střední 2. V září 2009 dostal seriál Kouzelníci z Waverly Cenu Emmy v kategorii „nejlepší dětský program“ a v roce 2010 získala stejnou cenu jeho filmová adaptace.
Její první celovečerní film Ramona a Beezus měl premiéru 23. července 2010 a setkal se s celkově dobrou odezvou. V březnu 2010 získala jednu ze tří hlavních rolí ve filmu Monte Carlo, který produkovala Nicole Kidman, spolu se zpěvačkou Leighton Meesterovou a Katie Cassidy. Selena ve filmu hraje dívku Grace, která si vydělává na spropitném, aby mohla na výlet do Paříže. Kvůli roli Grace se musela naučit hrát pólo a docházela na dvou týdenní hlasovou výchovu, aby zvládla dva různé britské přízvuky. V ten stejný rok potvrdila, že čtvrtá série jejího Disney seriálu Kouzelníci z Waverly bude tou poslední.
Dne 17. září 2010 Selena Gomez & the Scene vydali své druhé studiové album s názvem A Year Without Rain, které debutovalo na čtvrtém místě v Billboard 200 a v lednu 2011 bylo oceněno jako zlaté. V dubnu 2011 kapela prodala celkem 1 345 000 alb jen v USA. Na podporu nového alba se kapela rozhodla vyjet na mini-turné A Year Without Rain Tour. V únoru 2011 uveřejnil časopis TV Guide, že si kapela zahraje cameo roli ve filmu Mupeti.

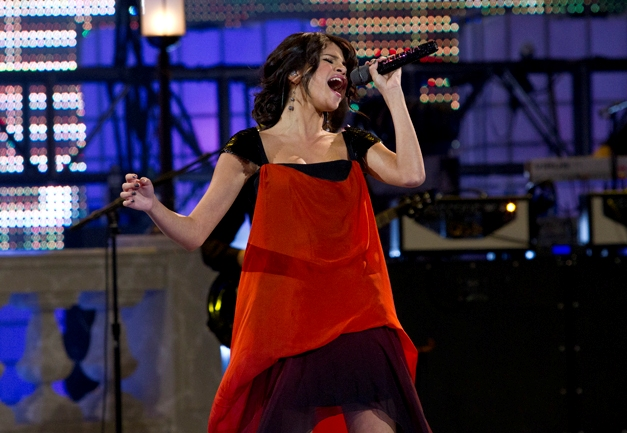
Gomez na udílení cen MuchMusic Video Awards 2011

Dne 23. března 2011 oznámil Hollywood Records v tiskové zprávě, že se kapela rozhodla vyjet na americké turné s názvem We Own the Night Tour, které poběží v létě 2011. Poslední série seriálu Kouzelníci z Waverly byla ukončena 14. května 2011. Gomez se pak v červnu 2011 podílela na udílení cen MuchMusic Video Awards 2011 jako jedna z moderátorek akce. Moderovala i udílení cen MTV Europe Music Awards 2011, které se konalo 6. listopadu v Belfastu v Severním Irsku, kde také vystoupila se svou kapelou s písní „Hit the Lights“.
Dne 28. června 2011 Selena Gomez & the Scene vydali své třetí album s názvem When the Sun Goes Down, dříve pojmenované jako Otherside Album se opět dostalo vysoko až na čtvrté místo v žebříčku Billboard 200, po prvním týdnu prodeje se vyšplhalo na třetí místo, což byl zatím největší úspěch kapely. V listopadu 2011 se pak album stalo platinovým. První singl z alba byla píseň „Who Says“, který byl oceněn jako platinový 23. června 2011 a stal se nejvýše umístěným singlem kapely na Billboard Hot 100, kde se vyšplhal až na 21. místo. Druhý song „Love You Like a Love Song“, platinový 2. prosince 2011, byl prvním hitem kapely, kterého se prodalo přes 2 miliony kopií.

### 2012: Zaměřeno na filmy
V lednu roku 2012 Selena oznámila, že se bude soustředit na svou hereckou kariéru namísto té hudební: „Moje kapela a já jdeme na chvíli každý svou cestou. Tento rok je o filmech a já chci, aby moje kapela hrála kdekoliv a s kýmkoliv. Zase se vrátíme, ale teď bude dobře, když dáme pauzu.“ Po boku Adama Sandlera a Steveho Buscemi se objevila v animovaném filmu Hotel Transylvánie, kde propůjčila svůj hlas hlavní postavě upírce Mavis. Film měl premiéru na 37. Mezinárodním filmovém festivalu v Torontu a vyšel 21. září 2012. Dále se objevila ve filmu Spring Breakers po boku Jamese Franca. Film měl premiéru na 69. Filmovém festivalu v Benátkách.

### 2013: AlbumStars Dance
I přes krátký odchod z hudebního průmyslu, začala Selena pracovat na svém debutovém albu. První singl „Come & Get It“ vyšel 8. dubna 2013. Píseň získala dvakrát platinové ocenění od RIAA v USA a v Kanadě a zlatá ocenění v dalších 3 zemích. V žebříčku US Billboard Hot 100 se umístil na 6. místě, a stal se tak jejím prvním singlem, který dosáhl TOP 10. Album Stars Dance vyšlo 23. července 2013. Debutovalo na 1. místě žebříčku US Billboard 200.
Selena získala další filmovou roli v thrilleru Aftershock, který měl premiéru na 37. Mezinárodním filmovém festivalu v Torontu. Dále se objevila v thrilleru Závod s časem s Ethanem Hawkem, Jonem Voightem a Brucem Paynem, který měl premiéru 30. srpna 2013 v USA. Ten samý rok si znovu zahrála roli Alex ve speciálu Disney Channel – Návrat kouzelníků: Alex versus Alex. Film měl premiéru 15. března 2013.
V prosinci 2013 bylo oznámeno zrušení australsko-asijské části Stars Dance Tour, s odůvodněním, že si Selena chce odpočinout a strávit nějaký čas s rodinou.

### 2014: AlbumFor Youa nová smlouva s Interscope Records
Na začátku ledna 2014 strávila dva týdny v Dawn at The Meadows, léčebně ve Wickenburgu v Arizoně, která se specializuje na závislosti a traumata u mladých lidí. Její zástupce uvedl, že se pro léčbu rozhodla dobrovolně a že důvodem nebyly kvůli návykové látky. Jako důvody pro její dobrovolnou léčbu se objevoval problematický rozchod se zpěvákem Justinem Bieberem, únava z dlouholetého veřejného účinkování i tlak okolí.
5. září 2014 HITS Daily Double potvrdilo, že Selena po 7 letech opustila Hollywood Records a podepsala smlouvu s Interscope Records. Posledním projektem s Hollywood Records bylo album For You, které vyšlo 24. listopadu 2014.

### 2015: AlbumRevival
Zatímco pracovala na svém druhém studiovém albu s Interscope Records, pracovala také na albu hudebního producenta Zedd na singlu „I Want You to Know“. Singl se stal čtvrtým v TOP 20 hitparády Billboard Hot 100. O čtyři měsíce později Selena společně s rapperem ASAP Rocky vydává první singl k novému albu s názvem „Good For You“. Písnička se prodala ve více než 179 tisíc kopiích během prvního týdne od vydání a stala se prvním TOP 5 hitem Seleny na Billboard Hot 100 v USA. V září pak Selena opět nadabovala roli upírky Mavis ve filmu Hotel Transylvanie 2.
Samotné album Revival vyšlo 9. října 2015 a bylo ohodnoceno kritiky velmi kladně, oceněna byla především produkce a text písniček. Album se dostalo na první místo v žebříčku Billboard 200 během prvního týdne od vydání (se 117 tisíci prodanými kopiemi). Druhý singl z alba „Same Old Love“ se stal se druhým v TOP 5 hitparády Billboard Hot 100. Tuto píseň později Selena zazpívala na American Music Awards 2015. Třetí singl „Hands to Myself“ získal první místo v žebříčku Mainstream Top 40 chart. Selena se tak stala jednou z šesti ženských umělkyň, jejichž tři singly ze stejného alba se dostaly na nejlepší místa žebříčku.

### 2016:Revival Tour
Revival Tour začalo 6. května 2016. Selena přiznala, že toto turné bude zaměřeno především na ji samotnou jako sólo umělkyni a bude obsahovat méně efektů jako turné předchozí. Po koncertování v Severní Americe, Asii a Oceánii Selena zrušila evropskou a jihoamerickou část turné z důvodů úzkostí, panických atak a depresí způsobených nemocí lupus. Po čase se Selena objevila na singlu „We Don't Talk Anymore“ ve spolupráci s americkým zpěvákem Charliem Puthem. Ve stejném roce hrála ve filmu The Foundamentals of Caring a In Dubious Battle a objevila se na singlu „Trust Nobody“ z alba 9 od norského DJ Cashmere Cat.
Po zrušení Revival Tour se Selena odmlčela na sociálních sítích. Po delším čase se objevila na American Music Awards 2016, kde byla nominována na ceny Favorite Pop/Rock Female Artist a Artist of the Year. Cenu Favorite Pop/Rock Female Artist nakonec získala.

### 2017: Produkce a nové singly
4. února 2017 zveřejnila úryvek písně „It Ain't Me“ na Instagram story z její nové spolupráce s norským DJ Kygo. Píseň se umístila v TOP 10 v žebříčku Billboard Hot 100. Na konci ledna také zveřejnila první trailer k seriálu Proč? 13x proto (v originále 13 Reasons Why).
5. května zveřejnila na svých stránkách odpočet k vydání singlu z nového alba Rare, pracovně pojmenovanému SG2. Později odhalený singl „Bad Liar“ vyšel 18. května i s videoklipem. 13. července vyšel druhý singl s názvem „Fetish“. 19. října 2017 Selena společně s americkým DJ Marshmello oznámila vydání nové písně s názvem „Wolves“. Tyto tři skladby se nakonec do finální verze alba Rare nedostali, kvůli oddálení data vydání alba.

### 2018: Soundtracky a kolaborace
10. května 2018 vydala nový singl „Back To You“ společně s písničkou „Only You“ a akustickou verzí písničky „Kill Em with Kindness“ určenou jako soundtrack k seriálu Proč? 13x proto. Namluvila také opět postavu Mavis pro film Hotel Transylvania 3. Později se ve stejném roce objevila na společném singlu „Taki Taki“ s Cardi B, Ozunou a DJ Snakem.

### 2019: Singly k novému albu
V lednu se objevila na písničce s Julií Michaels „Anxiety“. V únoru 2019 vydala společně sTainym, J Balvinem a Benny Blancem singl „I Can't Get Enough“. Objevila se i v novém filmu The Dead Don't Die od Jima Jarmusche. V září roku 2019 bylo oznámeno, že se Selena stala vedoucí producentkou nové dokumentární série společnosti Netflix Living Undocumented, která vyšla 2. října 2019.
Od 16. října začala Selena přidávat příspěvky s nápovědami k novému singlu na svůj Instagram profil v podobě jejích dětských fotek s úryvky textu z nové písně. Později se ukázalo, že se nový singl jmenuje „Lose You to Love Me“ a bude vydán 23. října 2019. Den poté Selena hned vydala další singl s názvem „Look at Her Now“ jako poděkování pro fanoušky. „Jsem nadšená, že můžu vydat dvě písničky takhle po sobě a překvapit tak moje fanoušky. Tato písnička je připomínka toho, že se můžete zlepšovat a můžete vzkvétat nehledě na překážky, které vám život přinese.“ napsala Selena pod video. “Lose You to Love Me“ se stalo první písní zpěvačky, která získala první místo v Billboard Hot 100.
21. listopadu Selena oznámila, že začátkem roku 2020 vydá dlouho očekávané druhé studiové album s Interscope Records.
12. prosince uspořádala tajné setkání fanoušků v Londýně, kde jim pustila 4 nové písně z nového alba a kde také oznámila název alba a jeho cover art.

### 2020: AlbumRare, natáčení seriálů a kolaborace sBlackpink
2. ledna na svých Instagram Stories zveřejnila část nové písničky „Let Me Get Me“, která se objevila na novém albu.
10. ledna, po skoro pěti letech, vydala své třetí studiové album Rare (obsahující 13 skladeb a 18 v deluxe edici). Album se dočkalo velké popularity jak v Česku tak i v zahraničí. Umístilo se na prvním místě amerického žebříčku Billboard a i v jiných státech např.: Austrálie, Kanada, Norsko, Mexiko, Belgie, Portugalsko, Skotsko atd. Ještě ten samý den vydala oficiální video k třetímu singlu „Rare“. Na konci ledna se hlas Seleny objevil v novém filmu Dolittle, kde dabovala žirafu Betsy.
4. února zveřejnila oficiální teaser na její novou značku Rare Beauty, která se bude zaměřovat na produkty péče o pleť, makeup atd. Pár dní po tom se objevila na obálce jarního vydání časopisu Dazed.
21. února vydala písničku „Feel Me“, jako dodatečnou skladbu na vinylovou desku alba Rare. Písničku zpívala již v roce 2016 na Revival Tour, ale až teď, po čtyřech letech, oficiálně vyšla na všech streamovacích platformách. Tři dny poté zazpívala živě písničku Rare v The Village Studio.
9. dubna pak vydala deluxe verzi alba Rare s novými písničkami „Boyfriend“, „Souvenir“ a „She“. Rare se stalo jedním ze tří nejvyhledávanejších alb roku 2020.
V květnu Selena oznámila, že bude uvádět a zároveň producentovat svou novou desetidílnou show Selena + Chef, která bude vycházet každý týden po třech dílech (poslední vydání po čtyřech) od 13. srpna 2020. Každá epizoda zvýrazňuje chutný pokrm, který Selena uvařila v každém díle se známými šéfkuchaři. Koncept byl navržen právě díky pandemii covidu-19 a tak se show natáčela online, kde Selena s šéfkuchaři mluvila pomocí video hovoru. Každou epizodu Selena darovala peněžní obnos charitám, které si šéfkuchaři vybrali. V červnu se objevila na skladbě „Past Life“ od Trevora Daniela. Pár týdnů po tom znovu na remixu s Lil Mosey.
V srpnu se Selena objevila na dlouho očekávané kolaboraci s Blackpink. Singl pojmenovaný „Ice Cream“ byl vydán jako druhý singl k debutovému Blackpink albu The Album 27. srpna 2020. Později tohoto měsíce bylo oznámeno, že si Selena zahraje hlavní roli v komediálním seriálu Only Murders In the Building společně se Stevenem Martinem a Martinem Shortem. Seriál představuje první Seleny projekt v televizi po téměř desíti letech. 3. prosince začalo natáčení seriálu v New Yorku.
V listopadu byla Selena představena jako hlavní role pro životopisný film In The Shadow of the Mountain, inspirovaný monografií Silvie Vasquez-Lavado, která byla první veřejná homosexuální žena, která prošla Korunu planety.

### 2021: Španělské EP Revelación a nová sérieSelena + Chef
Už v prosinci roku 2020 fanoušci spekulovali o dalším albu, které Selena připravovala. V létě tohoto roku se totiž na jednom z domů v Brazílii objevil na stěně mural art Seleny s jejím jménem. V lednu roku 2021 se však začalo muralů objevovat více a bylo jasné, že nová hudba se blíží. Tyto nové muraly však měli napsané i dva texty vedle sebe. „De Una Vez“ a „Baila Conmigo“. 12. ledna Selena začala likovat fotky muralů, čímž potvrdila, že co nevidět nové singly vyjdou.
14. ledna zveřejnila single-art na svých sociálních sítích s informací, že její první singl „De Una Vez“ vychází 15. ledna jako první singl z jejího nového španělského EP. Se singlem vyšlo také music video, ve kterém se na konci objevil nápis „Baila Conmigo“ značící, že další singl bude právě tato písnička. A taky že ano. 26. ledna večer Selena, společně s Rauw Alejandrem, který se na druhém singlu vyskytuje, oznámila datum vydání 29. ledna. O den později, 27. ledna, oznámila datum a název vydání španělského EP. Bude se jmenovat Revelación a vyjde 12. března 2021.
21. ledna vyšla 2. série jejího pořadu Selena + Chef na HBO Max.
24. února zveřejnil francouzský producent DJ Snake teaser na svůj twitter a instagram, kde odhalil, že společně se Selenou budou již po druhé v jejich kariéře spolupracovat na společném singlu. O den později odhalil název skladby „Selfish Love“ společně s datem vydání 4. března. 1. března zveřejnil artwork ke skladbě a o den později přidal na svoje sociální sítě snippet písničky společně s ukázkou z natáčení music videa. 3. března Selena zveřejnila track list kde odhalila, že EP bude mít 7 skladeb, z nichž 3 jsou kolaborace (Rauw Alejandro, Myke Towers a DJ Snake).

## Filmografie
| Filmy      | Filmy                                     | Filmy                                         | Filmy |
| Rok        | Film                                      | Role                                          | Poznámky |
| ---------- | ----------------------------------------- | --------------------------------------------- | --- |
| 2003       | Spy Kids 3-D: Game Over                   | Dívka ve vodním parku                         | Miniaturní role |
| 2005       | Walker, Texas Ranger: Falešné obvinění    | Julie                                         | Miniaturní role |
| 2008       | A zase jedna Popelka                      | Mary Santiagová                               | Young Artist Awards v kategorii Nejlepší herečka v hlavní roli – TV film/miniseriál/speciál |
| 2008       | Horton                                    | Helga (hlas)                                  | Nominace – Young Artist Awards v kategorii Nejlepší dabingová role |
| 2009       | Program na ochranu princezen              | Carter Masonová                               | Teen Choice Award v kategorii Nejlepší letní televizní hvězda – žena Nominace – Young Artist Awards v kategorii Nejlepší herečka v hlavní roli – TV film/miniseriál/speciál |
| 2009       | Kouzelníci z Waverly Film                 | Alex Russo                                    | Nominace – Imagen Award v kategorii Nejlepší televizní herečka (2010) |
| 2009       | Arthur a Maltazardova pomsta              | Princezna Selenie                             | Dabing, nahradila Madonnu |
| 2010       | Arthur a souboj dvou světů                | Princezna Selenie                             | Dabing |
| 2010       | Ramona                                    | Beezus Quimbyová                              | Nominace – Teen Choice Award v kategorii Nejlepší letní filmová hvězda – žena Nominace – Women's Image Network Award v kategorii Nejlepší herečka ve vedlejší roli |
| 2011       | Monte Carlo                               | Grace Bennettová & Cordelia Winthrop Scottová | Nominace – ALMA Award v kategorii Nejlepší herečka ve filmu – komedie/muzikál Nominace – Teen Choice Award v kategorii Nejlepší letní filmová hvězda – žena |
| 2011       | Mupeti                                    | Samu sebe                                     | Cameo |
| 2012       | Funny or Die                              | Žena                                          | Padesát odstínů modré |
| 2012       | Hotel Transylvánie                        | Mavis (hlas)                                  | – |
| 2013       | Spring Breakers                           | Faith                                         | Nominace – Alliance of Women Film Journalists v kategorii Herečka, která potřebuje nového agenta |
| 2013       | Aftershock                                | Lisa                                          | Cameo |
| 2013       | Behaving Badly                            | Nina Penningtonová                            | – |
| 2013       | Závod s časem                             | Dítě                                          | Nominace – Zlatá malina v kategorii Nejhorší herečka |
| 2014       | Bez kormidla                              | Kate Ann Lucas                                | – |
| 2015       | Hotel Transylvánie 2                      | Mavis (hlas)                                  | Nominace – Nickelodeon Kid's Choice Award v kategorii Nejoblíbenější hlas z animovaného filmu Nominace – People's Choice Award v kategorii Nejoblíbenější hlas z animovaného filmu |
| 2015       | Jednota                                   | Vypravěčka                                    | Dokument |
| 2015       | Sázka na nejistotu                        | Samu sebe                                     | – |
| 2016       | Sousedi 2                                 | Madison                                       | – |
| 2016       | The Fundamentals of Caring                | Dot                                           | – |
| 2016       | In Dubious Battle                         | Lisa                                          | – |
| 2017       | Mazlíček                                  | Mavis (hlas)                                  | Krátkometrážní film |
| 2018       | Hotel Transylvánie 3: Příšerózní dovolená | Mavis (hlas)                                  | – |
| 2018       | A Love Story                              | Dívka                                         | Krátkometrážní film |
| 2019       | Deštivý den v New Yorku                   | Shannon                                       | – |
| 2019       | Mrtví neumírají                           | Zoe                                           | – |
| 2020       | Dolittle                                  | Betsy (hlas)                                  | – |
| 2021       | Hotel Transylvánie: Transformánie         | Mavis (hlas)                                  | |
| 2024       | Emilia Perez                              | Jessi Del Monte                               | Hlavní role |
| TBA        | In The Shadow Of The Mountain             | Silvia Vásquez-Lavado                         | Hlavní role, vedoucí producentka |
| Televize   |                                           |                                               | |
| Rok        | Název                                     | Role                                          | Poznámky |
| 2002–2004  | Barney a jeho přátelé                     | Gianna                                        | Opakující se role; 14 epizod |
| 2006       | Brain Zapped                              | Emily Grace Garcia                            | Neobnovený pilotní snímek |
| 2006       | Sladký život Zacka a Codyho               | Gwen                                          | Noční můra noci Svatojánské (sezona 2; epizoda 22) |
| 2007       | Arwin!                                    | Alexa                                         | Spin-off seriálu Sladký život Zacka a Codyho (neobnovený pilotní snímek) |
| 2007       | What's Stevie Thinking?                   | Stefanie „Stevie“ Sanchezová                  | Spin-off seriálu Lizie McGuire (neobnovený pilotní snímek) |
| 2007–2008  | Hannah Montana                            | Mikayla                                       | Chci, abys chtěl, abych jela na Floridu (sezona 2; epizoda 13) Od toho jsou přátelé (sezona 2; epizoda 18) Omluva pro strýce Earla (sezona 2; epizoda 22) |
| 2007–2012  | Kouzelníci z Waverly                      | Alex Russo                                    | Hlavní role ALMA Award v kategorii Rok v televizy – herečka – komedie (2009) Gracie Award v kategorii Nejlepší herečka v komediálním seriálu, stoupající hvězda (2010) Imagen Award v kategorii Nejlepší televizní herečka (2011) Nickelodeon Kid's Choice Award v kategorii Nejoblíbenější televizní herečka (2009, 2010, 2011, 2012, 2013) Nickelodeon Australian Kids' Choice Award v kategorii Nejlepší televizní hvězda (2010, 2011) Teen Choice Award v kategorii Nejlepší televizní herečka – komedie (2010) Teen Choice Award v kategorii Nejlepší letní televizní hvězda – žena (2011) Nominace – ALMA Award v kategorii Nejlepší herečka v komediálním seriálu (2008,2011) Nominace – ASTRA Award v kategorii Nejlepší mezinárodní osobnost nebo herec (2012) Nominace – Imagen Award v kategorii Nejlepší televizní herečka (2008, 2009, 2012) Nominace – NAACP Image Award v kategorii Nejlepší herečka v dětském/mladistvém programu – seriál nebo speciál (2009, 2010, 2011) Nominace – Nickelodeon Australian Kids' Choice Award v kategorii Nejlepší mezinárodní televizní hvězda (2009) Nominace – Nickelodeon Mexico Kids' Choice Award v kategorii Nejlepší mezinárodní televizní hvězda (2010) Nominace – Young Artist Awards v kategorii Nejlepší obsazení televizního seriálu (2008) Nominace – Young Artist Awards v kategorii Nejlepší televizní herečka v hlavní roli (2009) |
| 2008       | Jonas Brothers: Žijí svůj sen             | Samu sebe                                     | Dobrý den, Hollywood (sezona 1; epizoda 7) |
| 2008       | Studio DC: Almost Live                    | Samu sebe                                     | Druhá show z druhé části speciálu |
| 2008       | Disney Channel Games                      | Samu sebe                                     | Třetí ročník |
| 2009       | Sonny ve velkém světě                     | Samu sebe                                     | Souboj hvězd (sezona 1; epizoda 13) |
| 2009       | Sladký život na moři                      | Alex Russo                                    | Dvojí návštěva (sezona 1; epizoda 21) |
| 2009       | Hannah Montana                            | Alex Russo                                    | Pověrčivá holka (sezona 3; epizoda 19) |
| 2009       | Vítejte doma                              | Samu sebe                                     | Hostující hvězda |
| 2011       | Náhody!                                   | Samu sebe                                     | Selena Gomez & the Scene (sezona 1; epizoda 3) |
| 2011       | PrankStars                                | Samu sebe                                     | Something to Chew On (sezona 1; epizoda 1) |
| 2013       | Návrat Kouzelníků: Alex vs. Alex          | Alex Russo                                    | Disney Channel Speciál; vedoucí producentka Nominace – Imagen Award v kategorii Nejlepší televizní herečka (2013) |
| 2014–2015  | We Day                                    | Moderátorka                                   | Speciál (8. edice/9. edice) |
| 2015       | The Voice                                 | Samu sebe/Mentorka                            | 9. série, tým Gwen Stefani |
| 2015       | The Victoria's Secret Fashion Show        | Samu sebe                                     | Vystupující |
| 2016       | Saturday Night Live                       | Samu sebe/Moderátorka/Host                    | Epizoda: Ronda Rousey/Selena Gomez |
| 2016       | Amyino plodné lůno                        | Samu sebe                                     | Epizoda: Fame |
| 2017–2020  | 13 Reasons Why                            | -                                             | vedoucí producentka |
| 2020–dosud | Selena + Chef                             | Samu sebe                                     | hlavní role |
| 2020       | Animal Talking with Gary Whitta           | Samu sebe (hlas)                              | Epizoda: Selena Gomez, Cory Barlog, Laura Bailey, Ashley Johnson, Shannon Woodward |
| 2020       | Hlasování - máme jasno                    | Vypravěč (hlas)                               | Epizoda: Dají se volby koupit? |
| 2021–dosud | Jen vraždy v budově                       | Mabel Mora                                    | Hlavní role, také vedoucí producentka |

## Diskografie
Selena Gomez byla zpěvačkou skupiny Selena Gomez & the Scene. Dohromady vydali tři studiová alba.
Jako sólo umělkyně vydala tři alba a jedno EP. V březnu 2021 vydává její druhé EP “Revelación“.

### Selena Gomez & the Scene
- Kiss & Tell (2009)
- A Year Without Rain (2010)
- When the Sun Goes Down (2011)

### Sólo umělec
- Stars Dance (2013)
- For You (2014)
- Revival (2015)
- Rare (2020)
- Revelación (2021)

## Turné

### Selena Gomez & the Scene
- Live in Concert (2009–10)
- A Year Without Rain Tour (2010–11)
- We Own the Night Tour (2011–12)

### Sólová turné
- Stars Dance Tour (2013)
- Revival Tour (2016)